# Fight! Mighty Jack
Fight! Mighty Jack is een muziekalbum van King Records, waarop de muziek verzameld is uit de Japanse serie, die Mighty Jack opvolgde. Het album is alleen in Japan uitgegeven en bevat muziek die gebruikt is in de tekenfilmserie uit 1968. Het is orkestmuziek, die veel weg heeft van de muziek behorende bij Thunderbirds, een soortgelijke serie. Isao Tomita had bemoeienis met de muziek, hij schreef ook de muziek bij/voor de eerste serie. Er staan zeventien tracks op het album, dat niet genoemd wordt op de eigen site van Tomita. Het viel qua muziek buiten zijn muzikale domein van elektronische muziek.